# Synanthedon mercatrix
Synanthedon mercatrix is een vlinder uit de familie wespvlinders (Sesiidae), onderfamilie Sesiinae.
Synanthedon mercatrix is voor het eerst wetenschappelijk beschreven door Meyrick in 1931. De soort komt voor in het Afrotropisch gebied.